# Allan Dell
Allan Michael Elgin Dell (Humansdorp, 16 marzo 1992) è un rugbista a 15 sudafricano, internazionale per la Scozia, che gioca come pilone nei London Irish in English Premiership.

## Biografia
Nato in Sudafrica e ivi formatosi rugbisticamente, Dell compì gli studi nel Capo Orientale e poi militò in Currie Cup e Vodacom Cup con la provincia di Natal per la quale, in entrambe le manifestazioni, assommò 13 presenze; fece anche parte dell'Under-20 sudafricana nel campionato del mondo di categoria del 2012 e, a febbraio 2014, potendo non rientrare nei fuori-quota avendo una nonna originaria di Paisley e quindi idoneo per la federazione scozzese, fu ingaggiato dall'Edimburgo e si rese disponibile per la nazionale maggiore della Scozia.
Il debutto per la nazionale del Cardo giunse il 10 novembre 2016 a Edimburgo contro l'Australia, cui fece seguito il costante impiego nel Sei Nazioni 2017, in cui disputò tutti gli incontri.
Mentre era impegnato con la Scozia nel tour in Australia a giugno 2017, gli fu notificata la chiamata, insieme al suo connazionale Finn Russell, nella selezione dei British Lions che stava preparandosi ad affrontare la serie dei tre test match in casa della Nuova Zelanda, per rimpiazzare alcune defezioni a causa d'infortunio.
Nonostante la chiamata Dell non scese in campo in alcuno dei rimanenti incontri dei Lions, incluso un match infrasettimanale senza valenza di test.